# Леа Периколи
Леа Периколи (итал. Lea Pericoli; 22. март 1935 — 4. октобар 2024) била је италијанска ТВ-водитељка и новинарка, позната и као бивша професионална тенисерка. Тенисом се бавила од средине 1950-их до почетка 1970-их, када је пажњу изазивала мање резултатима, а више необичном одјећом коју је носила на терену. Након завршетка тениске каријере је водила Paroliamo, италијанску верзију квиза Бројке и слова, а потом радила као новинарка за лист Ил ђорнале.